# Salicórnia (Schiff)
Die Salicórnia ist eine 2023 gebaute Auto- und Personenfähre der portugiesischen Hafenstadt Aveiro, die über den Rio Vouga São Jacinto mit Gafanha da Nazaré verbindet. Sie ist die erste elektrisch betriebene Fähre im Nahverkehr Portugals.

## Geschichte
Als Ersatz für die 1960 in Schweden gebaute und seit 2004 in Aveiro eingesetzte Fähre Cale de Aveiro schrieb die Stadt Aveiro im Jahr 2019 den Bau einer neuen Fähre aus, die erstmals rein elektrisch betrieben werden sollte.
Der Bau der Fähre wurde 2020 an die zur Grupo ETE gehörende portugiesische Werft Navaltagus Reparação e Construção Naval in Seixal vergeben. Der Baubeginn war zu Beginn des dritten Quartals 2021, die Fertigstellung sollte innerhalb von 18 Monaten erfolgen. Die Auslieferung der Fähre fand im November 2023 statt. Ihr Name Salicórnia lehnt sich an die auch an der portugiesischen Küste heimische Pflanze Queller an.
Eigentümer des Schiffes ist die Stadt Aveiro, betrieben wird die Fähre von dem zur Transdev Group gehörenden Unternehmen Aveiro Bus. Nach Abnahme-, Test- und Schulungsfahrten nahm sie Anfang Februar 2024 den Betrieb auf. Von São Jacinto in Aveiro quert sie den Ria de Aveiro und verbindet die Stadt mit Forte da Barra in Ílhavo. Sie ist Bestandteil des öffentlichen Nahverkehrs in der Region. Die Überfahrten finden täglich von ca. 7:00 bis 23:00 Uhr statt; eine Überfahrt dauert rund 15 Minuten.
Am 13. März 2024 sank die Anlegepier der Fähre in Aveiro, die Fährverbindung musste bis auf Weiteres ausgesetzt werden. Für die Nutzer der Verbindung wurde eine Ersatzverbindung mit Bussen eingerichtet.

## Das Schiff
Die Länge des Schiffes beträgt 37,4 Meter, es ist 9,20 Meter breit und hat einen Tiefgang von 1,7 Metern. Die Fähre ist ein herkömmliches Einrumpfschiff. Der Antrieb besteht aus zwei Elektromotoren mit jeweils 200 kW Leistung, die von Akkumulatoren mit einer Kapazität von 2 × 511 kWh gespeist werden. Über zwei Propellergondeln erreicht die Fähre eine Geschwindigkeit von 9,0 Knoten. Die Fähre ist für 260 Passagiere und 19 Pkw zugelassen.